# Oglasa
Oglasa es un género de polillas de la familia Erebidae. Fue descrito por primera vez por Walker en 1859.

## Especies
- Oglasa basicomma Holloway (Borneo)
- Oglasa costimacula Wileman, 1915 (Taiwán, Borneo)
- Oglasa costisignata  Hampson, 1926 (Borneo)
- Oglasa lagusalis  (Walker, 1858) (Borneo)
- Oglasa mediopallens Wileman & South, 1917
- Oglasa muluensis Holloway (Sarawak)
- Oglasa pachycnemis  Hampson, 1926 (Borneo)
- Oglasa rufoaurantia  Rothschild, 1915
- Oglasa separata  (Walker, 1865)
- Oglasa sordida (Wileman, 1915)
- Oglasa sordidula  (Walker, 1864) (Borneo, Singapur, Sumatra)